# Tragedia de Coihuín
La tragedia de Coihuín fue un desastre natural ocurrido en Chile el 23 de octubre de 1979 en la localidad de Coihuín, comuna de Puerto Montt, Región de Los Lagos. Intensas lluvias provocaron el derrumbe de un cerro sobre un campamento de recolectores de algas en la playa de Coihuín, por lo cual murieron diez personas. Se trató del mayor desastre natural en pérdidas humanas que ocurrió en la zona desde el gran terremoto de 1960.

## Antecedentes
El alga roja Gracilaria chilensis —conocida localmente como «pelillo»— es una de las principales macroalgas extraídas en Chile y es utilizada en las industrias alimentaria y cosmética. Es recolectada en marea baja y la Región de Los Lagos es la principal zona de extracción, siendo el borde costero entre el centro de la ciudad de Puerto Montt y Coihuín —localidad rural ubicada a 9 km al oriente de la plaza de Armas— uno de los lugares donde más se desarrolla la actividad.  
Hacia 1979 se estimaba en más de tres mil el número de personas dedicadas a esta labor. Dado lo lucrativo que era el recurso —en aquel tiempo su valor de venta en playa era de 4 pesos el kilo y dos personas podían llegar a extraer diariamente hasta 700 kg— en el borde costero se instalaban más de un centenar de familias de manera temporal, la gran mayoría en pequeñas rucas o carpas de nylon y madera en condiciones de extrema precariedad, con el fin de aprovechar todo el día para recolectar y secar el recurso al sol.

## Derrumbe
En los días previos al alud entre 150 y 200 carpas estaban instaladas en el borde costero entre Pelluco y Coihuín. Debido a lluvias, el domingo 21 hubo un desprendimiento en el sector, lo cual motivó a varias familias a empezar a retirarse, ya que además del riesgo latente, el mal tiempo impedía la extracción y secado de pelillo. Durante la noche del lunes 22 continuaron las intensas lluvias, lo que provocó la acumulación de agua en la parte alta del cerro detrás de la playa y su posterior filtración que reblandeció la vegetación de una de las paredes del cerro.
El aluvión ocurrió alrededor de las 8:00 h del martes 23. Aproximadamente 5000 metros cúbicos de vegetación y tierra, cayeron sobre el camino y la playa en una extensión de 40 m, y aplastando entre seis y ocho carpas.

## Víctimas
El deslizamiento provocó la muerte de diez personas y dejó heridas a otras tres. Las víctimas fueron:
- Carlos Vivar Sánchez (24 años)
- José Armando Vivar Sánchez (30)
- Elvis Velásquez Andrade (22)
- José Germán Sobarzo Muñoz (30)
- Alfonso Sánchez Sánchez (30)
- Alejandro Enrique Mansilla Guerrero (22)
- Huberto Díaz Barría (41)
- Eladio Hernández Hernández (16)
- Rubén Darío Soto Soto (25), domiciliado en Achao.
- Una mujer joven cuyo cuerpo no fue reclamado, pero que se llamaría Eliana y que sería oriunda de Contao.[5]

Excepto por Rubén Soto y la mujer no identificada, todas las demás víctimas eran de Puerto Montt, provenientes de sectores como Población Bellavista, Población Lintz y Alerce. Algunos llevaban solo días como recolectores y varios eran padres de familia. El caso más dramático fue el de José Armando Vivar, quien dejó a su viuda y a sus siete hijos. Elvis Velásquez, por su parte, iba a ser padre en tres meses más.

## Hechos posteriores
Alrededor de 200 personas —entre trabajadores del Programa de Empleo Mínimo, miembros del Ejército y voluntarios del Cuerpo de Bomberos— participaron en la búsqueda de cadáveres y limpieza de la zona afectada, con la ayuda de maquinaria estatal y municipal. La tragedia también provocó la suspensión de actividades sociales y artísticas que estaban programadas para esa semana. 
Los funerales de ocho de las víctimas se realizaron la tarde del 25 de octubre en la Catedral de Puerto Montt —los de Eladio Hernández y Alejandro Mansilla ocurrieron ese mismo día en Alerce—, evento al cual asistieron más de cinco mil personas, entre ellos el gobernador de la provincia de Llanquihue Hugo Prado Contreras, el alcalde de Puerto Montt Héctor Miranda y centenares de recolectores de pelillo de Coihuín, quienes posteriormente acompañaron a las víctimas hasta el Cementerio General y el Cementerio Católico.
La tragedia es conmemorada por recolectores de algas de la provincia, al menos desde la década de 2010, como el «Día del Alguero», con actividades y una misa en Chamiza en recuerdo de las víctimas.